# New Malden High Street
 (février 2025).
Si vous disposez d'ouvrages ou d'articles de référence ou si vous connaissez des sites web de qualité traitant du thème abordé ici, merci de compléter l'article en donnant les références utiles à sa vérifiabilité et en les liant à la section « Notes et références ».
 (août 2024).

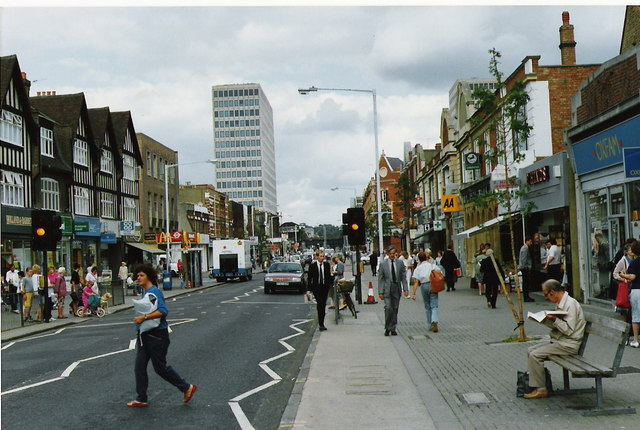
Rue Principale de New Malden, 1993

New Malden High Street est une rue de 1 km de long à New Malden, située dans le borough royal de Kingston upon Thames au sud-ouest de Londres. La rue est célèbre parce qu'il y a beaucoup de magasins et restaurants coréens. Au nord de la rue se trouve la gare de New Malden, et au sud se trouve le rond-point de la fontaine.